# Права на детето
Права на детето са човешките права на децата, с подчертано внимание към правата на специална закрила и грижа, осигурявани на младите , включително правото на общуване с двамата биологични родители, на човешка идентичност, както и правото на основните нужди като храна, платено от държавата образование, здравеопазване и наказателното право, подходящо за възрастта и развитието на детето.  Интерпретациите на правата на децата варират от позволяване за децата на способността за автономни действия до прилагане на законова и държавна грижа за освобождаване на децата от физически, умствени и емоционални злоупотреби.
Терминът „дете“ не се отнася непременно до непълнолетен и може да включва също и пълнолетни независими деца. В международното право няма дефиниции за други термини, използвани за деца, като юноши, младежи, тийнейджъри. По закон, родителите или настойникът на детето отговаря за него.

## Исторически дефиниции
Консенсусът относно определянето на правата на децата става по-ясен през последните петдесет години . Публикация от 1973 на Хилъри Клинтън (тогава адвокат) заявява, че правата на децата са „лозунг, който се нуждае от определение“. 

## Движение
Публикация от 1796 на Томас Спенс озаглавена „Правата на непълнолетните“ е сред най-ранните отстояванияна правата на децата на английски език. През 18 век активистите за човешки права на децата се организират за правата на бездомните деца и държавното образование. През 1927 публикация „Правото на зачитане на детето“ от Януш Корчак засилева литературата около това поле, а днес десетки международни организации работят по целия свят за насърчаване на правата на децата.

## В България
По смисъла на Закона за закрила на детето в България, "дете е всяко физическо лице до навършването на 18 години.“

## Международно право
Конвенция на ООН за правата на детето. Според Конвенцията на ООН за правата на детето, дете е всяко лице на възраст под 18 години, освен ако според закона, приложим по отношение на детето, то не навършва пълнолетие на по-ранна възраст. (Конвенция на ООН за правата на детето, 1989, чл.1)

#### Международна организация на труда
Детски труд. Конвенция № 182 относно забраната и незабавни действия за ликвидирането на най-тежките форми на детския труд дава следното определение на израза „най-тежките форми на детския труд“:
- всички форми на робство или практики, подобни на робство, такива като търговия и трафик на деца, крепостничество заради дългове и крепостничество изобщо, както и насилствен или принудителен труд, включително насилствено или принудително набиране на деца за използването им във военни конфликти;
- използването, доставянето или предлагането на деца за проституция, за производство на порнография или порнографски изяви;
- използването, доставянето или предлагането на деца за незаконни дейности, в частност за производство и трафик на наркотици, определени в съответните международни договори;
- работа, която по своето естество или при обстоятелствата, при които се упражнява, е възможно да увреди здравето, безопасността и морала на децата.

## Препоръки на Съвета на Европа
Престъпления срещу детето. Детска порнография. Препоръка (2001)16  на Съвета на Европа дава следното определение на детска порнография:
- производство на детска порнография с цел разпространение;
- предлагане и позволяване на достъп до детска порнография;
- разпространяване или предаване на детска порнография;
- снабдяване с детска порнография за лични цели или за целите на други лица;
- притежаване на детска порнография.

Детска проституция. Препоръка (2001)16 на Съвета на Европа.
Препоръка (2001)16 на Съвета на Европа дава следното определение на детска проституция:
Понятието детска проституция означава предлагане, придобиване, предоставяне, снабдяване или използване на дете за сексуални действия срещу възнаграждение или друго заплащане